# Приміське (Нікопольський район)
Приміське — село в Україні, у Покровській сільській громаді Нікопольського району Дніпропетровської області. Населення — 1 848 мешканців.

## Географія

Панорама Нікопольського заводу феросплавів

Село Приміське розташоване на півдні області за 100 кілометрів від міста Дніпра. На сході межує з містом Нікополь, на північ від села розпочинається промислова зона Нікопольського заводу феросплавів. Через Приміське протікає річка Сухий Чортомлик.

## Історія
Приміське виникло 1952 року у зв'язку із будівництвом Каховського водосховища. З 1958 року є центром сільської ради.
Тут була розміщена центральна садиба колгоспу ім. Карла Маркса.

## Населення
Згідно з переписом УРСР 1989 року чисельність наявного населення села становила 1825 осіб, з яких 856 чоловіків та 969 жінок.
За переписом населення України 2001 року в селі мешкало 1839 осіб.

### Мова
Розподіл населення за рідною мовою за даними перепису 2001 року:
| Мова       | Відсоток |
| ---------- | -------- |
| українська | 85,61 %  |
| російська  | 13,58 %  |
| білоруська | 0,60 %   |
| молдовська | 0,11 %   |

## Сучасність
У Приміському працює ПП «Пектораль» — великий виробник сільськогосподарської продукції (зерно, овочі, м'ясо птиці). Діють середня загальноосвітня школа, дитячий садочок, ФАП, будинок культури, бібліотека.